# Alessandro Faria
Alessandro Faria, meglio conosciuto come Bill (Porto Alegre, 8 febbraio 1978), è un ex calciatore brasiliano naturalizzato togolese, di ruolo centrocampista.

## Carriera

### Club
Nel 1999 fa parte della prima squadra del  Ponte Preta, senza esordire in massima serie. L'anno successivo si trasferisce alla squadra statunitense dell'El Paso Patriots, in seconda serie.
Successivamente ha sempre giocato in Brasile, dalla quinta alla settima serie, con una parentesi tedesca nella stagione 2007-2008 quando ha militato nella terza serie con il Schwarz-Weiß Rehden.

### Nazionale
Naturalizzato togolese, debutta con la sua Nazionale nel 2003.